# 哈別茲區

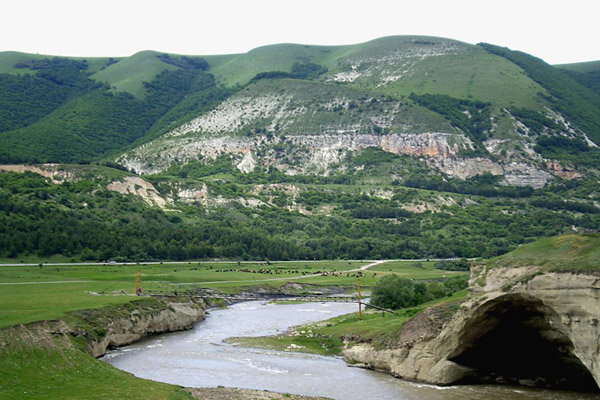

44°02′N 41°46′E / 44.033°N 41.767°E
哈別茲區（俄语：Хабезский район），是俄羅斯的一個區，位於該國西南部，由卡拉恰伊-切爾克斯共和國負責管轄，面積565平方公里，2010年人口30,356，人口密度每平方公里53.73人。